# Чверть долара (Барб'є)
Чверть долара (Барб'є) (англ. Barber quarter dollar) — срібна розмінна монета США вартістю 25 центів, яка карбувалася у 1892-1915 роках. Монета замінила у обігу номінал 25 центів зі «Свободою, що сидить», яка була у обігу понад 50 років.

## Історія
У 1892 році було випущено цілу серію монет у 5-, 10-, 25-, 50- центів, розроблену гравером Чарльзом Барб'є, яка згодом оторимала його ім'я. Наприкінці ХІХ століття у обігу накопичилась велика кількість затертих та низкоякісних монет серії з зображенням «Свободи що сидить», які карбувалися понад 50 років, у зв'язку з цим Чарльзу Барб'є було дане розпорядження на створення розмінних монет США нового дизайну.
У 1916 році монету замінив номінал 25 центів зі «Свободою, що стоїть».

## Карбування
Монета карбувалася на монетних дворах Філадельфії, Денвера, Нового Орлеану і Сан-Франциско. Позначки монетних дворів розташовувалися під орлом на реверсі.
- Відсутня — монетний двір Філадельфії
- D — монетний двір Денвера
- S — монетний двір Сан-Франциско
- O — монетний двір Нового Орлеану

За весь час було викарбувано близько 136 мільйонів монет цього типу.

## Тираж
| Рік  | Філадельфія       | Денвер    | Новий Орлеан | Сан-Франциско |
| ---- | ----------------- | --------- | ------------ | ------------- |
| 1892 | 8 236 000 (1 245) |           | 2 640 000    | 964 079       |
| 1893 | 5 444 023 (792)   |           | 3 396 000    | 1 454 535     |
| 1894 | 3 432 000 (972)   |           | 2 852 000    | 2 648 821     |
| 1895 | 4 440 000 (880)   |           | 2 816 000    | 1 764 681     |
| 1896 | 3 874 000 (762)   |           | 1 484 000    | 188 039       |
| 1897 | 8 140 000 (731)   |           | 1 414 800    | 542 229       |
| 1898 | 11 100 000 (735)  |           | 1 868 000    | 1 020 592     |
| 1899 | 12 624 000 (846)  |           | 2 644 000    | 708 000       |
| 1900 | 10 016 000 (912)  |           | 3 416 000    | 1 858 585     |
| 1901 | 8 892 000 (813)   |           | 1 612 000    | 72 664        |
| 1902 | 12 196 967 (777)  |           | 4 748 000    | 1 524 612     |
| 1903 | 9 669 309 (755)   |           | 3 500 000    | 1 036 000     |
| 1904 | 9 588 143 (670)   |           | 2 456 000    |               |
| 1905 | 4 967 523 (727)   |           | 1 230 000    | 1 884 000     |
| 1906 | 3 655 760 (675)   | 3 280 000 | 2 056 000    |               |
| 1907 | 7 192 000 (575)   | 2 484 000 | 4 560 000    | 1 360 000     |
| 1908 | 4 232 000 (545)   | 5 788 000 | 6 244 000    | 784 000       |
| 1909 | 9 268 000 (650)   | 5 114 000 | 712 000      | 1 348 000     |
| 1910 | 2 244 000 (551)   | 1 500 000 |              |               |
| 1911 | 3 720 000 (543)   | 933 600   |              | 988 000       |
| 1912 | 4 400 000 (700)   |           |              | 708 000       |
| 1913 | 484 000 (613)     | 1 450 800 |              | 40 000        |
| 1914 | 6 244 230 (380)   | 3 046 000 |              | 264 000       |
| 1915 | 3 480 000 (450)   | 3 694 000 |              | 704 000       |
| 1916 | 1 788 000         | 6 540 800 |              |               |

(У дужках позначена кількість монет з якістю пруф). Загальний тираж становив понад 262 мільйони екземплярів.

## Опис

### Аверс
На аверсі монети знаходиться бюст жінки, що символізує Свободу. Її волосся оздоблює лавровий вінок і діадема на якій розташовано напис «LIBERTY». Над зображенням Свободи півколом напис «IN GOD WE TRUST», внизу — рік випуску, а з боків знаходяться 13 зірок за кількістю перших штатів. На основі шиї можна розглядати літеру B, яка є монограмою гравера Чарльза Барб'є.

### Реверс
У центрі розміщено велику печатку США, що зображує білоголового орлана, зі стрілами та оливковою гілкою у кігтях, у дзьобі він тримає стрічку з девізом «E PLURIBUS UNUM» і 13 зірок над ним. По краю монети півколом розташовані два написи: зверху — «UNITED STATES OF AMERICA», знизу — позначення номіналу монети «QUARTER DOLLAR».